# Cristina Elisabetta di Anhalt-Bernburg

Stemma di Schwarzburg-Sondershausen.

Cristina Elisabetta di Anhalt-Bernburg (Bernburg, 14 novembre 1746 – Coswig, 18 maggio 1823) fu una nobile dell'Anhalt-Bernburg e principessa di Schwarzburg-Sondershausen.

## Biografia
Era figlia di Vittorio Federico di Anhalt-Bernburg, principe di Anhalt-Bernburg dal 1721 al 1765, e della seconda moglie Albertina di Brandeburgo-Schwedt.
Venne data in sposa ad Augusto II di Schwarzburg-Sondershausen, principe di Schwarzburg-Sondershausen; il matrimonio venne celebrato a Bernburg il 27 aprile 1762 e sanciva un ulteriore legame tra gli Ascanidi e i Schwarzburg, già uniti in precedenti matrimoni.
Cristina Elisabetta diede alla luce sei figli:
- Federico Cristiano Carlo (Sondershausen, 14 maggio 1763-Otterwisch, 26 ottobre 1791), che sposò la cugina Federica di Schwarzburg-Sondershausen;
- Caterina Cristina Guglielmina (Sondershausen, 27 giugno 1764-Sondershausen, 21 febbraio 1775);
- Albertina Carlotta Augusta (Sondershausen, 1º febbraio 1768-Arolsen, 26 dicembre 1849), che sposò il principe Giorgio I di Waldeck e Pyrmont;
- Guglielmo Federico Günther (Sondershausen, 16 luglio 1770-Bamberg, 19 agosto 1807);
- Alessio Carlo Augusto (Sondershausen, 15 luglio 1773-Sondershausen, 29 maggio 1777);
- Federica Albertina Giovanna (4 ottobre 1774-Wittgenstein, 26 luglio 1806), che sposò il principe Federico di Sayn-Wittgenstein-Hohenstein.

## Ascendenza
|                                         |                                     |                                                           | Genitori                                            |  |  | Nonni |  |  | Bisnonni                           |  |  | Trisnonni                       |  |
|                                         |                                     |                                                           |                                                     |  |  |       |  |  | Vittorio Amedeo di Anhalt-Bernburg |  |  | Cristiano II di Anhalt-Bernburg |  |
|                                         |                                     |                                                           |                                                     |  |  |       |  |  | Vittorio Amedeo di Anhalt-Bernburg |  |  | Cristiano II di Anhalt-Bernburg |  |
|                                         |                                     | Eleonora Sofia di Schleswig-Holstein-Sonderburg           |                                                     |  |  |       |  |  | Vittorio Amedeo di Anhalt-Bernburg |  |  |                                 |  |
| Carlo Federico di Anhalt-Bernburg       |                                     |                                                           |                                                     |  |  |       |  |  | Vittorio Amedeo di Anhalt-Bernburg |  |  |                                 |  |
|                                         |                                     | Elisabetta del Palatinato-Zweibrücken                     | Federico del Palatinato-Zweibrücken-Veldenz         |  |  |       |  |  |                                    |  |  |                                 |  |
|                                         |                                     | Elisabetta del Palatinato-Zweibrücken                     | Federico del Palatinato-Zweibrücken-Veldenz         |  |  |       |  |  |                                    |  |  |                                 |  |
|                                         |                                     | Elisabetta del Palatinato-Zweibrücken                     | Anna Giuliana di Nassau-Dillenburg                  |  |  |       |  |  |                                    |  |  |                                 |  |
| Vittorio Federico di Anhalt-Bernburg    |                                     | Elisabetta del Palatinato-Zweibrücken                     |                                                     |  |  |       |  |  |                                    |  |  |                                 |  |
|                                         |                                     | Giorgio Federico di Solms-Sonnenwalde                     | Enrico Guglielmo di Solms-Sonnenwalde               |  |  |       |  |  |                                    |  |  |                                 |  |
|                                         |                                     | Giorgio Federico di Solms-Sonnenwalde                     | Enrico Guglielmo di Solms-Sonnenwalde               |  |  |       |  |  |                                    |  |  |                                 |  |
|                                         |                                     | Giorgio Federico di Solms-Sonnenwalde                     | Maria Maddalena di Oettingen-Oettingen              |  |  |       |  |  |                                    |  |  |                                 |  |
| Sofia Albertina di Solms-Sonnenwalde    |                                     | Giorgio Federico di Solms-Sonnenwalde                     |                                                     |  |  |       |  |  |                                    |  |  |                                 |  |
|                                         |                                     | Anna Sofia di Anhalt-Bernburg                             | Cristiano II di Anhalt-Bernburg                     |  |  |       |  |  |                                    |  |  |                                 |  |
|                                         |                                     | Anna Sofia di Anhalt-Bernburg                             | Cristiano II di Anhalt-Bernburg                     |  |  |       |  |  |                                    |  |  |                                 |  |
|                                         |                                     | Anna Sofia di Anhalt-Bernburg                             | Eleonora Sofia di Schleswig-Holstein-Sonderburg     |  |  |       |  |  |                                    |  |  |                                 |  |
| Cristina Elisabetta di Anhalt-Bernburg  |                                     | Anna Sofia di Anhalt-Bernburg                             |                                                     |  |  |       |  |  |                                    |  |  |                                 |  |
|                                         | Federico Guglielmo I di Brandeburgo | Giorgio Guglielmo di Brandeburgo                          |                                                     |  |  |       |  |  |                                    |  |  |                                 |  |
|                                         | Federico Guglielmo I di Brandeburgo | Giorgio Guglielmo di Brandeburgo                          |                                                     |  |  |       |  |  |                                    |  |  |                                 |  |
|                                         | Federico Guglielmo I di Brandeburgo | Elisabetta Carlotta del Palatinato-Simmern                |                                                     |  |  |       |  |  |                                    |  |  |                                 |  |
| Alberto Federico di Brandeburgo-Schwedt | Federico Guglielmo I di Brandeburgo |                                                           |                                                     |  |  |       |  |  |                                    |  |  |                                 |  |
|                                         |                                     | Sofia Dorotea di Schleswig-Holstein-Sonderburg-Glücksburg | Filippo di Schleswig-Holstein-Sonderburg-Glücksburg |  |  |       |  |  |                                    |  |  |                                 |  |
|                                         |                                     | Sofia Dorotea di Schleswig-Holstein-Sonderburg-Glücksburg | Filippo di Schleswig-Holstein-Sonderburg-Glücksburg |  |  |       |  |  |                                    |  |  |                                 |  |
|                                         |                                     | Sofia Dorotea di Schleswig-Holstein-Sonderburg-Glücksburg | Sofia Edvige di Sassonia-Lauenburg                  |  |  |       |  |  |                                    |  |  |                                 |  |
| Albertina di Brandeburgo-Schwedt        |                                     | Sofia Dorotea di Schleswig-Holstein-Sonderburg-Glücksburg |                                                     |  |  |       |  |  |                                    |  |  |                                 |  |
|                                         |                                     | Federico Casimiro Kettler, duca di Curlandia              | Jacob Kettler, duca di Curlandia                    |  |  |       |  |  |                                    |  |  |                                 |  |
|                                         |                                     | Federico Casimiro Kettler, duca di Curlandia              | Jacob Kettler, duca di Curlandia                    |  |  |       |  |  |                                    |  |  |                                 |  |
|                                         |                                     | Federico Casimiro Kettler, duca di Curlandia              | Luisa Carlotta di Brandeburgo                       |  |  |       |  |  |                                    |  |  |                                 |  |
| Maria Dorotea di Curlandia              |                                     | Federico Casimiro Kettler, duca di Curlandia              |                                                     |  |  |       |  |  |                                    |  |  |                                 |  |
|                                         |                                     | Sofia Amalia di Nassau-Siegen                             | Enrico di Nassau-Siegen                             |  |  |       |  |  |                                    |  |  |                                 |  |
|                                         |                                     | Sofia Amalia di Nassau-Siegen                             | Enrico di Nassau-Siegen                             |  |  |       |  |  |                                    |  |  |                                 |  |
|                                         |                                     | Sofia Amalia di Nassau-Siegen                             | Maria Maddalena di Limburg-Stirum                   |  |  |       |  |  |                                    |  |  |                                 |  |
|                                         |                                     | Sofia Amalia di Nassau-Siegen                             |                                                     |  |  |       |  |  |                                    |  |  |                                 |  |